# 진주양음경구진증
진주양 음경 구진증(pearly penile papules)은 젊은 남성의 성기부에 생기는 작은 진주 모양의 둥근 돌기가 생기는 것이다. 보통 약 1-3mm 크기의 피부색 혹은 붉은 색의 구진이 귀두부에 나타나게 된다. 대체적으로 사춘기에 생기기 시작해서 20~50대까지 흔히 발견된다. 진주양구진, 진주종성구진, 진주성구진, 음경구진, 음경사마귀, 진주성음경구진, 귀두사마귀, 음경좁쌀사마귀, 진주구진, 진주종성구진, 귀두돌기 등등 여러 가지 이름으로 불린다.

## 특징
일부에서 이것을 곤지름이나 사마귀, 성병으로 잘못 알고 있는 경우가 있는데 아무런 관련이 없다. 그러나 이것은 정상적으로 생길 수 있는 것으로 전체 성인의 약 20~30%에서 발견된다. 아무런 증상도 없고 기능적으로도 아무런 역할이 없는 조직의 일종이다. 귀두관 주변에 포진하는 규칙적이고 단순한 형태의 유두형 구진으로, 정상적인 생물 조직이므로 제거할 필요가 없다. 아주 소량의 유성 분비물을 분비하여 음경 피부를 건강하게 유지해준다. 일부 남성은 매우 많지만 거의 없는 남자도 있다.

## 치료
대체적으로 학계에서는 미용상을 제외하고 건강상 치료하지 않는다는 견해가 지배적인 편이다. 간혹 개수가 수 십 개 이상이거나 크기가 비정상적으로 커서 배뇨시 통증과 불편함을 줄 경우가 있고 극히 드물게 피부종양이나 피부암으로 진행된 경우도 있어 미리 의사에게 환부를 진단받고 지속적인 관찰이 필요하다. 건강한 성생활에 지장이 없는 질환이지만 특이한 모양 때문에 파트너가 꺼려 할 수 있고, 또 성병으로 오해 받는 경우가 있기 때문에 증상이 있는 사람들이 고민하는 경우가 있다. 또한 분비물이 쌓여 잘 씻기지 않아 불쾌한 냄새를 유발할 수 있고 일상 생활에서 자주 속옷을 갈아입어야 하기도 한다. 몇몇 논문에서 냉동치료나 레이저 치료로 좋은 결과를 봤다는 결과가 있으며 피부과 클리닉에서 시술을 받을 수 있다.